# Расовая борьба

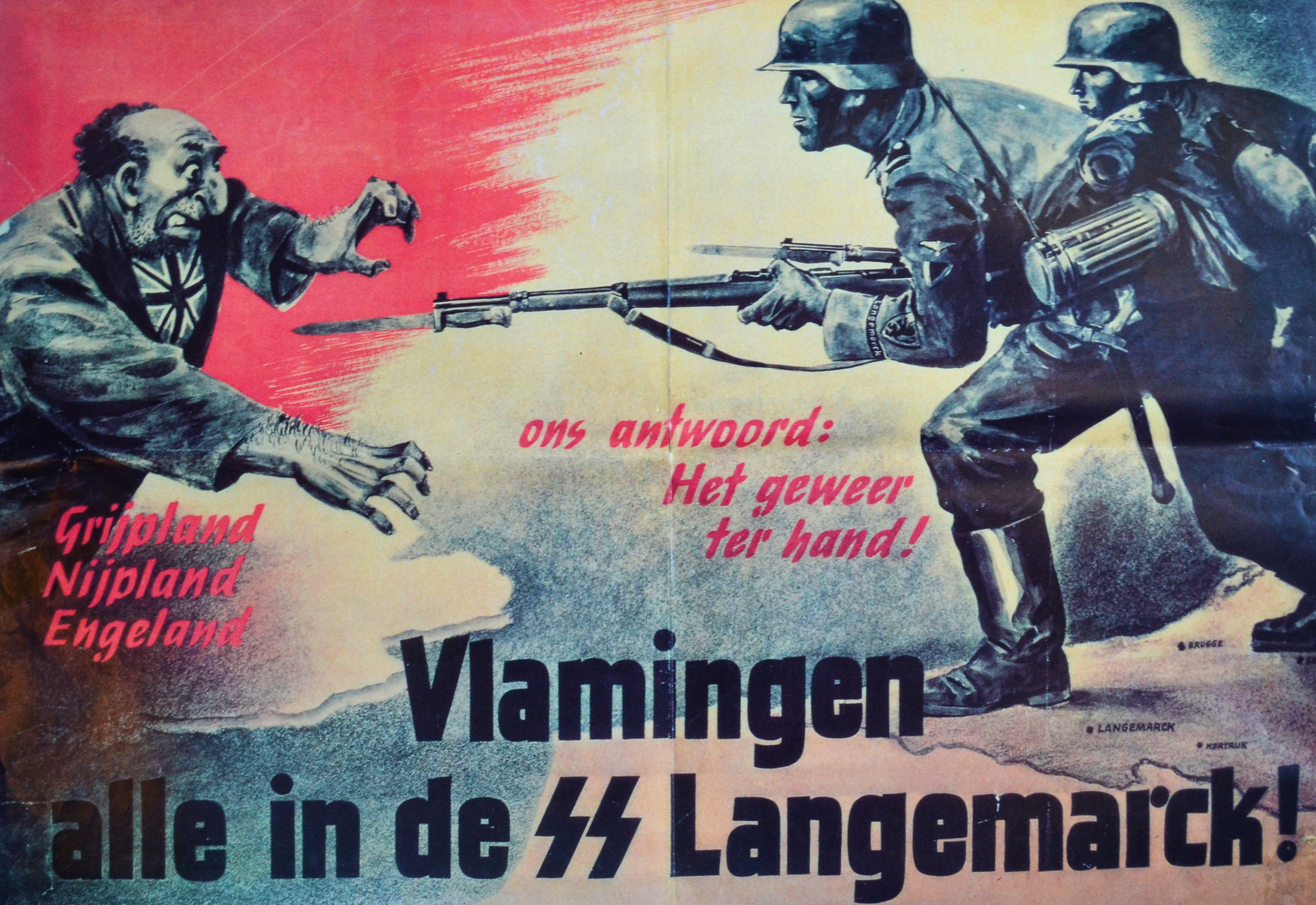
Вербовочный плакат Третьего рейха: «Фламандцы, все в СС „Лангемарк“!». Великобритания изображена как управляемая евреями, а война с ней — как «расовая борьба» «арийской расы» с «семитской» (евреями)

«Расовая борьба» — в идеологии расизма борьба между собой за существование различных рас человека, рассматриваемых как отдельные биологические виды.
В качестве отдельных видов, происходящих от разных видов древних обезьян, человеческие расы рассматриваются в рамках устаревшего и в настоящее время псевдонаучного учения полигенизма.
Расизм постулирует, что всегда существует враг, явный или тайный. Подобно некоторым другим учениям, расизм предполагает, что действующей силой истории, силами, которое её определяют, являются большие массы людей. Однако в расизме эти массы ассоциируются не с социальными группам (например, с социальными классами как в марксизме, где постулируется классовая борьба), а с народами и целыми расами. В этом аспекте к расизму близок интегральный национализм, согласно которому история представляет собой вечную борьбу народов или рас друг с другом в духе социального дарвинизма. Злонамеренные действия конкретных лиц интерпретируются как реализация тайных умыслов враждебного народа, расы или некоего деперсонифицированного «мирового зла». Как следствие, важный компонент данных взглядов составляет представление о мести и круговой поруке. Агрессия своего народа против другого понимается как справедливое возмездие за зло, причинённое предкам первого в прошлом. Этот «оборонительный» аргумент является универсальным для риторики агрессии. «Оборонительная» риторика наряду со стремлением к сохранению культуры в «первозданной чистоте» без засорения чужеродными элементами используется как оправдание этнических чисток.
По мнению французского философа и историка Мишеля Фуко, первая формулировка расизма возникла в период раннего Нового времени как «дискурс расовой борьбы» и исторический и политический дискурс, который Фуко противопоставил философскому и юридическому дискурсу суверенитета.
В известной научной работе Чарлза Дарвина «Происхождение видов» (1859) не обсуждалось происхождение человека. Расширенная формулировка на титульном листе «Происхождение видов путём естественного отбора, или Сохранение лучших рас в борьбе за существование», использует общий термин биологической расы в качестве альтернативы понятия «подвид», а не в современном значении человеческой расы. В работе «Происхождение человека и половой отбор» (1871) Дарвин исследовал вопрос «аргументов за и против классификации так называемых человеческих рас как отдельных видов» и сделал вывод об отсутствии каких-либо расовых различиях, которые могли бы указывать на то, что человеческие расы являются дискретными видами. Однако, по мнению историка Гертруды Химмельфарб, подзаголовок «Сохранение лучших рас в борьбе за существование» стал удобным девизом для расистов. Согласно историку Ричарду Хофштадтеру, дарвинизм не был основным источником догматического расизма конца XIX века, но стал новым инструментом в руках теоретиков расы и «расовой борьбы». Дарвинистские настроения поддерживали идею англо-саксонского расового превосходства, которую разделяли многие американские мыслители второй половины XIX века. Мировое господство, уже достигнутое «белой расой», как казалось, доказывала, что она наиболее приспособлена.
Расизм был тесно связан с социальным дарвинизмом, представители которого переносили учение Дарвина о естественном отборе и борьбе за существование на человеческое общество (Д. Хайкрафт и Б. Кидд в Великобритании, Жорж де Лапуж во Франции, Людвиг Вольтман, Хьюстон Чемберлен и Отто Аммон в Германии, Мэдисон Грант в США и др.). Социал-дарвинисты использовали мальтузианство и положения евгеники для обоснования идеи превосходства наследуемых качеств господствующих слоёв общества.
Хьюстон Чемберлен, один из ключевых авторов идеи превосходства «арийской расы» и идейный предшественник нацизма, описывал всю историю как результат развития и упадка рас. Каждую культурную эпоху он называл творением доминирующего человеческого типа. Стержнем мировой истории он считал «расовую борьбу». Чемберлен писал о превосходстве «тевтонской», или «арийской расы», по его мнению, создавшей все известные цивилизации. Врагом этой расы он называл «расовый хаос», который регулярно возникал, если люди забывали о «фундаментальных расовых принципах». Главными разрушителями порядка и цивилизации он считал «семитов». Вслед за Артюром де Гобино, более ранним автором «арийской» расовой теории, Чемберлен стремился доказать, что смешение с «чужаками», то есть примесь «чуждой крови», неизбежно приводит к «расовому упадку» и деградации. Таким смешанным населением, способным служить только «антинациональным» и «антирасовым» силам, Чемберлен называл, в числе прочих, южных европейцев, что впоследствии дало лидеру итальянского фашизма Бенито Муссолини основание отвергнуть его книгу.
В начале второй половины XIX века «арийская» идея затронула Россию под влиянием польского эмигранта Францишека Духинского, который бежал на Запад после Польского восстания 1830 года и нашёл убежище во Франции. Он пытался восстановить местное общественное мнение против России. В Европе того времени «арийские предки» высоко ценились, и Духинский создал концепцию, согласно которой русские, в отличие от европейских народов, не являются «арийцами», как не являются и славянами. В 1861—1862 годах в своих лекциях в парижском Научном обществе он относил русских к туранцам и утверждал, что «арийцам» и туранцам суждено находиться в непрерывной вражде. В ответ последовала серия публикаций русских учёных, доказывающих причастность русских к «арийству». Это стало продолжением выступлений ряда русских интеллектуалов против немецких и французских русофобов, исключавших русских из круга европейских народов. Первоначально арийский миф в России выглядел как миф об идентичности, призванный доказать принадлежность русских к европейской культуре. Однако до начала XX века «арийский» дискурс в России не включал биологических аргументов, и «арийцы» противопоставлялись «туранцам», а не «семитам». Поселившийся в Курляндии швейцарец Г. Бруннгофер (1891) доказывал правомерность присоединения Центральной Азии к России. Он резко противопоставлял Иран и Туран как культуру и варварство, мирных осёдлых земледельцев и скотоводов — воинственным и коварным кочевникам. Историю этих народов он рассматривал как длительную «расовую борьбу». Одновременно он считал её и борьбой религий — вначале буддизм туранцев боролся с парсизмом иранцев, а затем между собой боролись зороастризм, ислам и несторианство. Напротив, поэт и публицист князь Эспер Ухтомский (1901), в стремлении обосновать продвижение Российской империи на восток, пытался примирить Иран с Тураном, стереть между ними границу. В то же время Китай он считал «опаснейшим из соседей», образцом «борьбы желтой и белой рас» и писал, что «расовая борьба» между Западом и Востоком набирает обороты.
Национал-социализм рассматривал историю как непрерывную борьбу народов и рас за выживание, защиту и расширение необходимого им «жизненного пространства». Конечным результатом этой борьбы должно стать установление мирового господства «арийцев» — немцев и родственных им германских народов, по представлениям нацистов, сохранивших «расовую чистоту» и потому биологически превосходящих другие народы. Война рассматривалась нацистами как естественное состояние человечества, законный и единственно возможный способ утверждения мирового лидерства «народа-господина». Залогом победы в этой борьбе должна быть консолидация немецкой нации под руководством единого вождя («фюрера»), «расовая гигиена» — очищение нации от «расово чуждых» и «неполноценных» элементов, а также укрепление её «физического здоровья».
Нацистский расовый теоретик Ханс Гюнтер считал, что славяне принадлежат к «восточной расе», отдельной от немцев и «нордидов», и предостерегал от смешения «немецкой крови» со «славянской». Нацистская концепция «арийской расы господ» («Herrenvolk») исключала из этой расы подавляющее большинство славян, поскольку считалось, что славяне испытывают опасное еврейское и азиатское влияние. По этой причине нацисты объявили славян «недочеловеками» («Untermenschen»). Идея нацистов, что славяне являются «низшими неарийцами», была частью планов по созданию «жизненного пространства на Востоке» для немцев и других германских народов в Восточной Европе, инициированных во время Второй мировой войны по «генеральному плану Ост». Миллионы немцев и других германских поселенцев должны были быть перемещены на завоёванные территории Восточной Европы, в то время как десятки миллионов славян предполагалось уничтожить, переселить или обратить в рабство. Среди нацистских лидеров Альфред Розенберг (автор книги «Миф двадцатого века», 1930) был одним из главных противников Советской России, и под его влиянием Гитлер пришёл к идеи колонизации славянских земель, в частности, аннексии Украины.
Незадолго до нападения на СССР Адольф Гитлер созвал совещание всех командующих и заявил, что борьба между Россией и Германией — это борьба между расами.
13 июля 1941 года в Штеттине рейхсфюрер СС Генрих Гиммлер выступил перед эсэсовцами из отправлявшейся на Восточный фронт боевой группы «Норд» с речью, где напутствовал их на войну и перечислял в качестве «недочеловеков» гуннов, венгров, татар, монголов и русских:

Когда вы, друзья мои, сражаетесь на Востоке, вы продолжаете ту же борьбу против того же недочеловечества, против тех же низших рас, которые когда-то выступали под именем гуннов, позднее — 1000 лет назад во времена королей Генриха и Оттона I, — под именем венгров, а впоследствии под именем татар; затем они явились снова под именем Чингисхана и монголов. Сегодня они называются русскими под политическим знаменем большевизма.
Гитлер заявлял:

Мы обязаны истреблять население, это входит в нашу миссию охраны германского населения. Нам придется развить технику обезлюживания. Если меня спросят, что я подразумеваю под обезлюживанием, я отвечу, что имею в виду уничтожение целых расовых единиц. Именно это я и собираюсь проводить в жизнь, — грубо говоря, это моя задача. Природа жестока, следовательно, мы тоже имеем право быть жестокими. Если я посылаю цвет германской нации в пекло войны, без малейшей жалости проливая драгоценную немецкую кровь, то, без сомнения, я имею право уничтожить миллионы людей низшей расы, которые размножаются, как черви.
Идея Чемберлена о борьбе «арийской» и «семитской рас» как стержне мировой истории была заимствована нацизмом, а затем через него неонацизмом и рядом направлений неоязычества.
Бен Классен, американский политик и религиозный лидер сторонников превосходства «белой расы», популяризировал термин «расовая священная война» (англ. Racial Holy War, RaHoWa) в рамках движения белых националистов. В своей книге «Rahowa — Эта планета принадлежит всем нам» (1987) он утверждает, что евреи создали христианство, чтобы ослабить белых людей, и первоочередная задача — «сокрушить еврейского бегемота».
В современной России с падением советской идеологии теория классовой борьбы была отвергнута, и её место у ряда праворадикальных движений заняла идея «этнорасовой борьбы».